# Мис Неймана
64°42′00″ пн. ш. 177°05′37″ сх. д. / 64.70000° пн. ш. 177.09361° сх. д.

 Мис Неймана - обривистий мис на півдні  Чукотки, омивається  Анадирською затокою  Берингового моря.
Названий на честь  Карла фон Неймана, який був учасником полярної експедиції Г.Л. Майделя 1868-1870 років. 
Є південним вхідним мисом  затоки Онемен у гирла річки  Анадир. Низький піщаний мис Неймана облямований мілиною з глибинами менше 5 м, яка відходить на північ на 1,2 км. Уздовж берега тягнеться вузький піщано-гальковий пляж. Безпосередньо біля мису в затоку впадає струмок.
На мисі знаходиться  створ навігаційних знаків, що світяться фарватеру затоки. 